# Isotomodes denisi
Isotomodes denisi är en urinsektsart som beskrevs av James P. Folsom 1932. Isotomodes denisi ingår i släktet Isotomodes och familjen Isotomidae. Inga underarter finns listade i Catalogue of Life.